# Next.e.GO Mobile

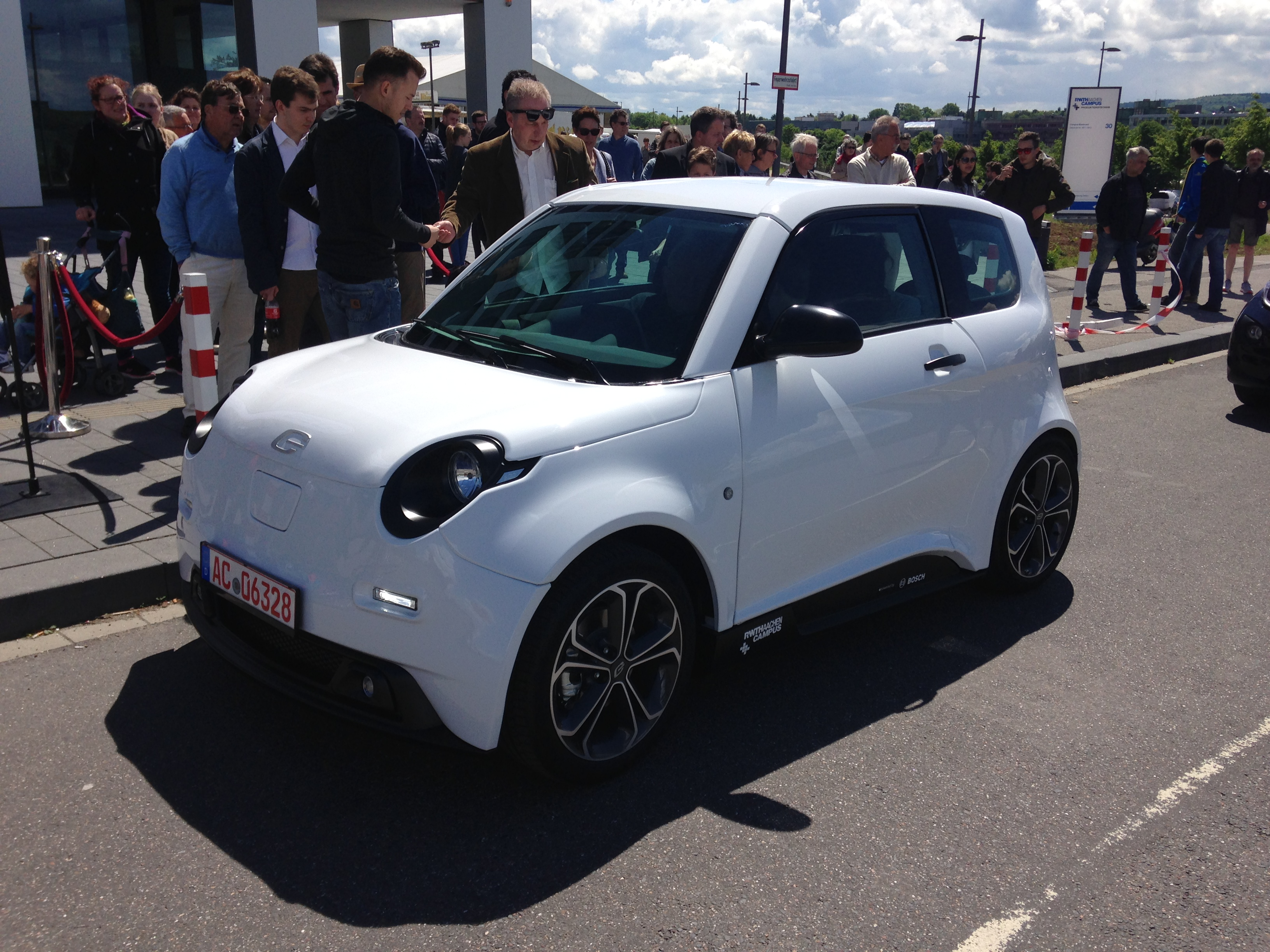
e.GO Life (Prototyp, Mai 2017)

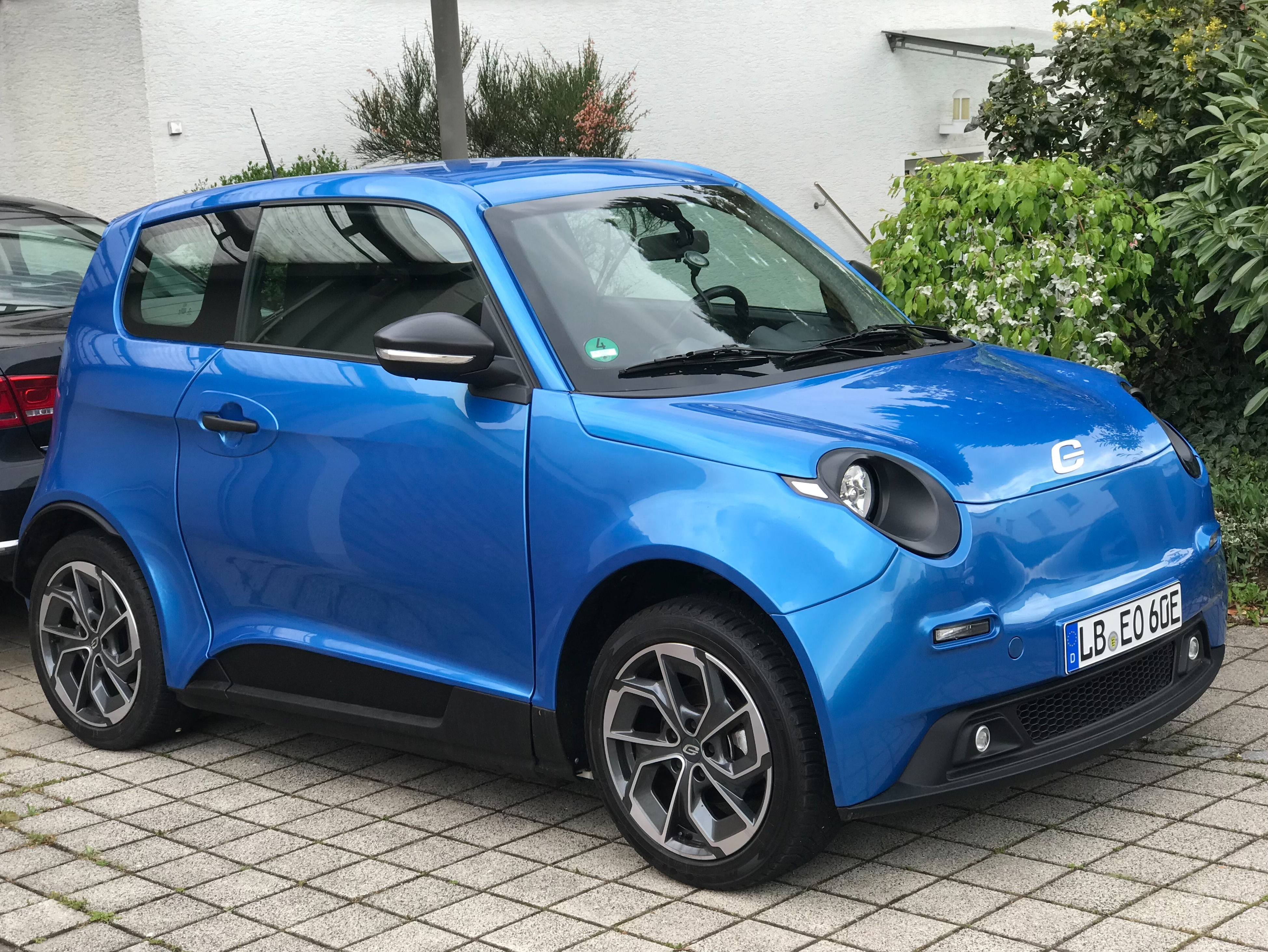
e.GO Life First Edition 2020

Die Next.e.GO Mobile SE ist ein deutscher Kraftfahrzeughersteller von Elektroautos mit Sitz in Aachen. Er wurde 2015 unter dem Namen e.GO Mobile AG gegründet. Im März 2017 wurde das erste Serienmodell e.GO Life präsentiert, das ab Mai 2019 in geringen Stückzahlen ausgeliefert wurde.
Im Oktober 2019 wurde das Unternehmen durch ein Darlehen der Anteilseigner vor einer Insolvenz gerettet, bis im Juli 2020 ein Insolvenzverfahren eröffnet und die Produktion gestoppt wurde. Im August 2020 wurde ein neuer Investor gefunden und die Produktion fortgesetzt, bis im März 2024 erneut Insolvenz angemeldet wurde. Infolgedessen werde das Unternehmen liquidiert (Stand Mai 2024).

## Geschichte
2015 entstand das Unternehmen e.GO Mobile AG im Umfeld des Werkzeugmaschinenlabors WZL der RWTH Aachen als Ausgründung der RWTH Aachen. Nach der Vorstellung des Prototyps des e.GO Life 2017 konnten über 3000 Vorbestellungen eingesammelt werden. Im Juli 2018 wurde offiziell das erste Werk eröffnet. Bei der Eröffnung waren unter anderem der nordrhein-westfälische Ministerpräsident Armin Laschet und Aachens Oberbürgermeister Marcel Philipp anwesend.
Im Januar 2020 wurde bekannt, dass die e.GO Mobile wegen Verzögerung bei der Zulassung und Auslieferung des e.GO Life in Liquiditätsproblemen steckte und im Oktober 2019 nur durch ein Darlehen der Anteilseigner vor einer Insolvenz gerettet wurde. Im März 2020 bemühte sich das Unternehmen um öffentliche Mittel und Investoren, um einen finanziellen Engpass zu überbrücken. Nach Unternehmensangaben hätten in der Finanzplanung für 2020 „nur noch wenige Millionen Euro“ gefehlt. Aufgrund der COVID-19-Pandemie kam es zu Verzögerungen bei Zulieferungen. Anfang April 2020 begab sich das Unternehmen in ein Schutzschirmverfahren.
Im Juli 2020 wurde ein Insolvenzverfahren eröffnet und die Produktion gestoppt.
Mit dem Private-Equity-Unternehmen nd Industrial Investments wurde im August 2020 ein neuer Investor gefunden; somit konnte die Produktion fortgesetzt werden; die Aktiva wurden auf die neue Next.e.GO Mobile SE übertragen. Geleitet wurde das neue Unternehmen ab 1. September 2020 von Ulrich Hermann als CEO. Ulrich Hermann etablierte die Führungsstruktur des Unternehmens und begleitete die darauffolgenden Finanzierungsrunden. Im Juni 2021 verließ schließlich der Gründer Günther Schuh das Unternehmen und übergab die Leitung des Verwaltungsrats an Ali Vezvaei, dem CEO des neuen Mehrheitseigentümers.Günther Schuh ist Professor für Produktionssystematik an der RWTH und war Mitbegründer des 2010 gegründeten Elektrofahrzeugherstellers Streetscooter, der seit 2014 ein Tochterunternehmen der Deutschen Post war.
Im September 2021 eröffnete die Next.e.GO Mobile SE ihr neues Büro in Aachen. Im gleichen Monat wurden die ersten Niederlassungen des Unternehmens in Düsseldorf und Hamburg eröffnet. Im Dezember gab das Unternehmen den Launch der eigenen App e.GO Connect bekannt. Im Dezember hat e.GO zudem die Produktion des 1000. e.GO Life verkündet.
Im April 2022 gab das Unternehmen eine Partnerschaft mit dem brasilianischen Fußballer Neymar Jr. als Brand Ambassador bekannt. Im Juli 2022 wurde ein Zusammenschluss mit dem Firmenmantel (SPAC) Athena Consumer Acquisition bekannt gegeben. Das fusionierte Unternehmen soll an der New Yorker Börse notiert werden. Im August verkündete e.GO den Bau einer weiteren Fabrik in Nordmazedonien. Zusammen mit dem Werk in Aachen und dem im Bau befindlichen Werk in Bulgarien hat das Unternehmen also drei Produktionsstandorte.
Das Unternehmen ist seit Oktober 2023 an der US-Börse Nasdaq gelistet, und zwar durch den Zusammenschluss mit dem Firmenmantel Athena Consumer Acquisition.
Am 8. März 2024 wurde erneut Insolvenz angemeldet. Im Mai 2024 wurde bekanntgegeben, dass das Unternehmen aufgelöst werde.

## Modelle

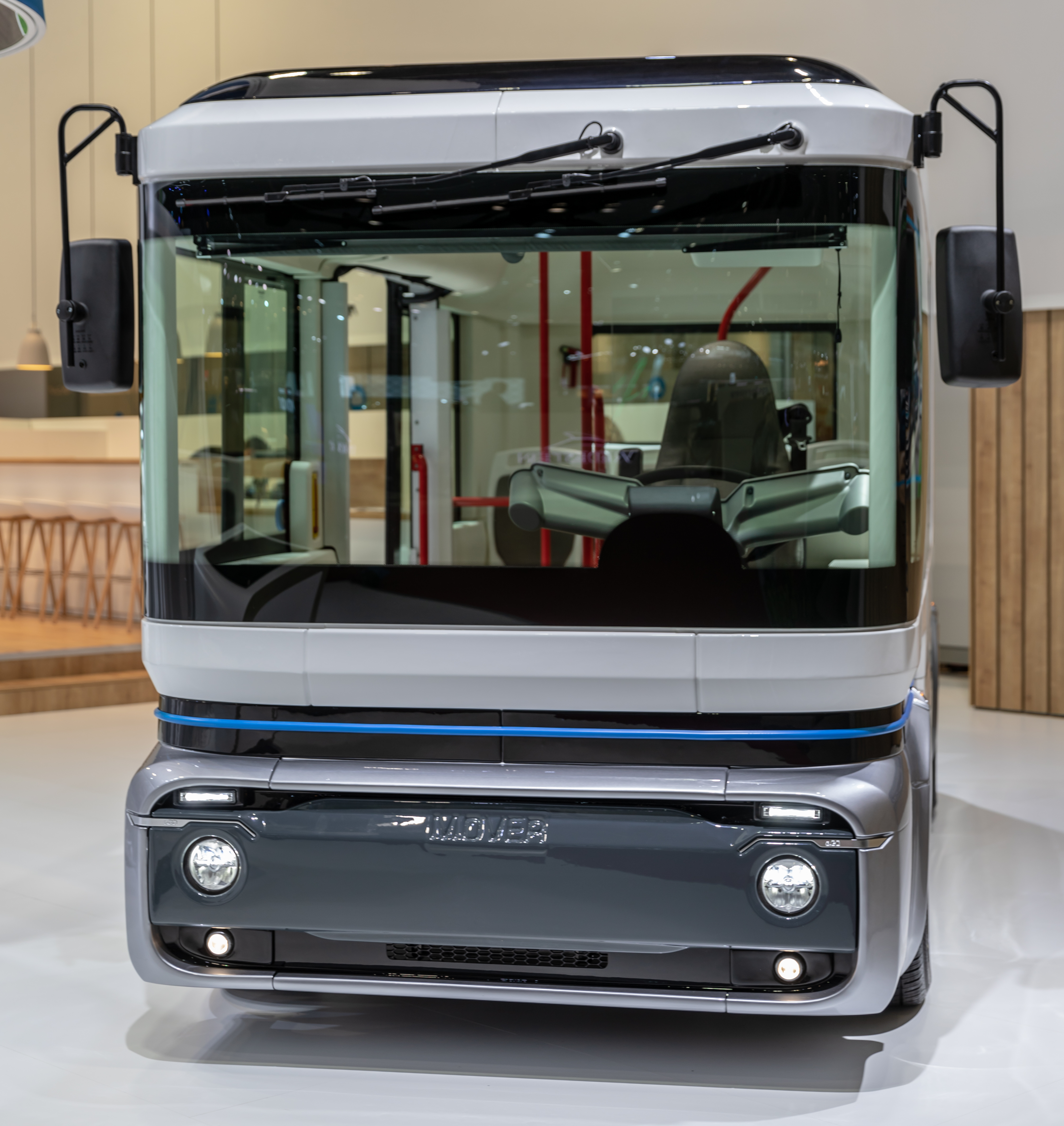
Mover

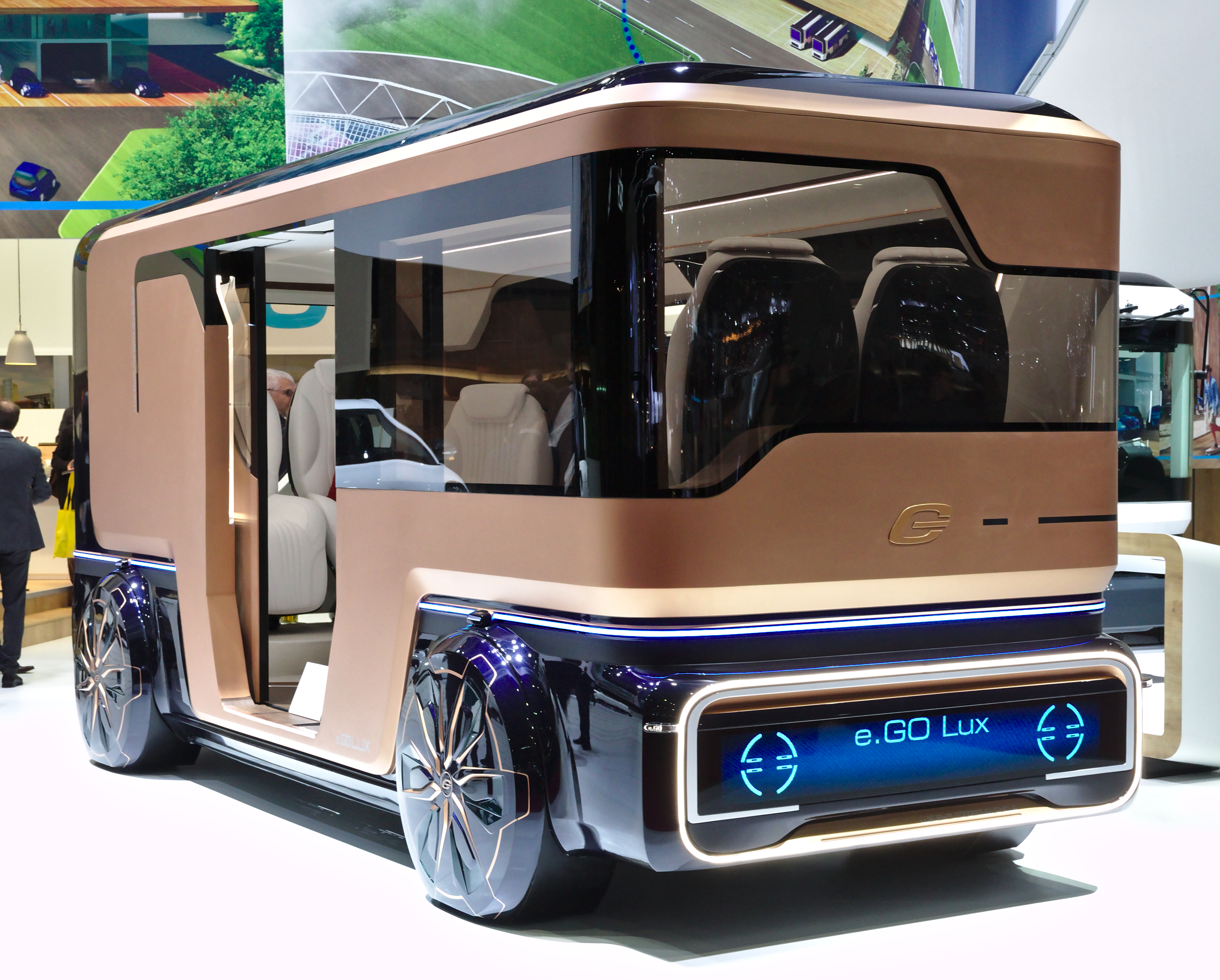
Lux

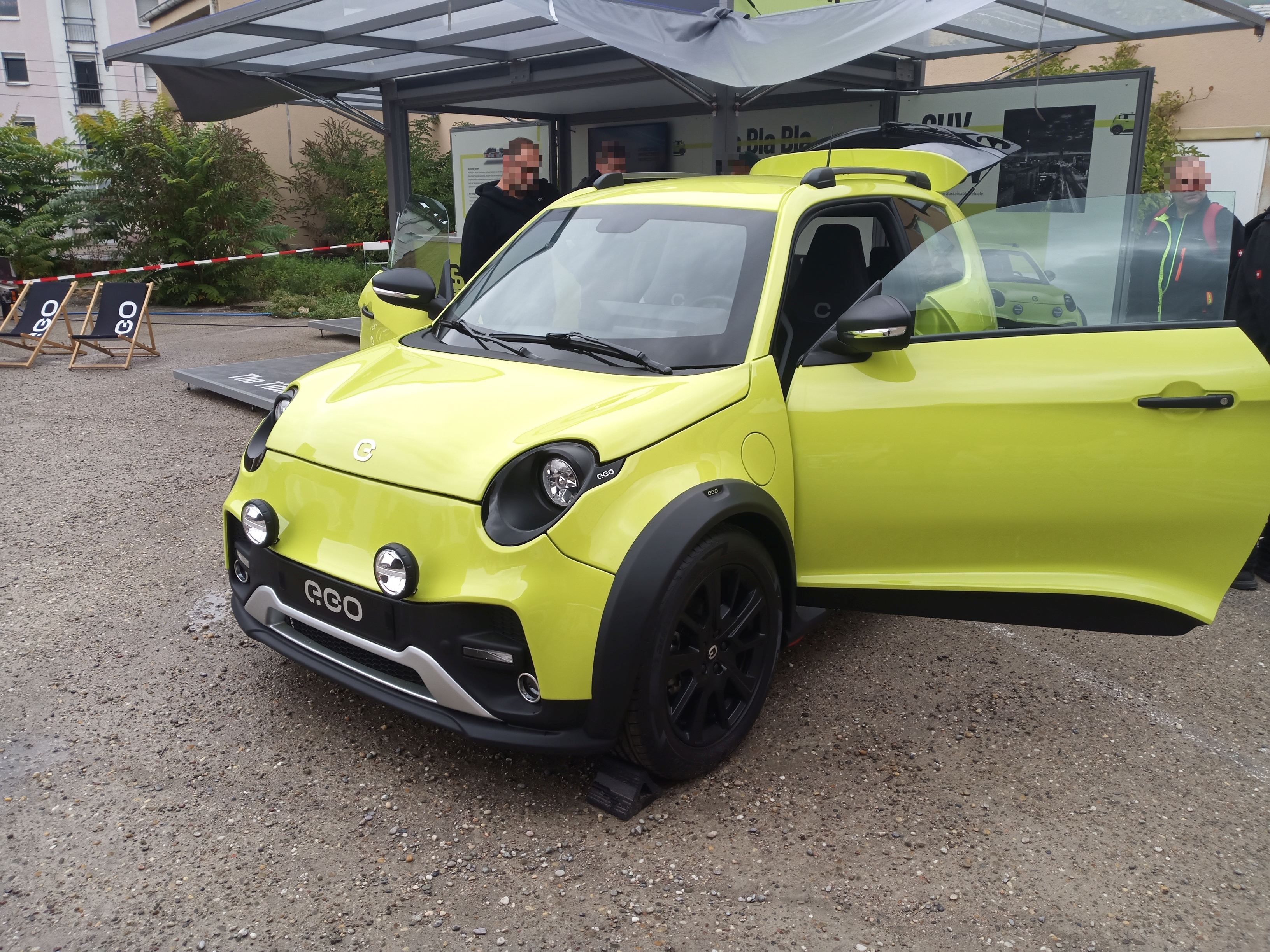
e.wave X (Showcar) – Green World Tour 2022 in Heidelberg

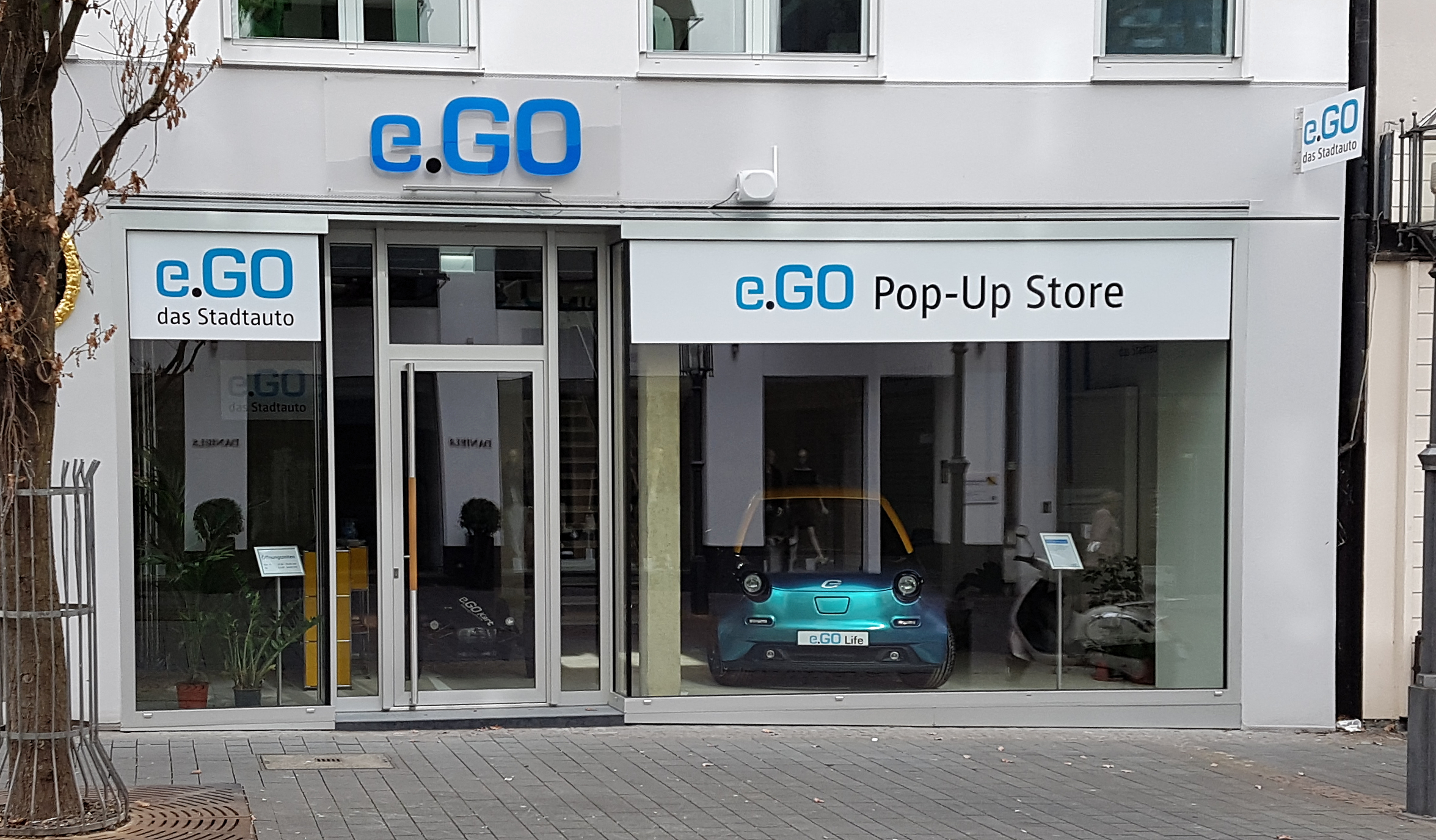
Pop-up-Store in Bonn, März 2018

Im März 2017 präsentierte das Unternehmen auf der Cebit sein erstes Serienmodell e.GO Life.
Neben dem Showroom in Aachen eröffnete das Unternehmen ab März 2018 Pop-up-Stores in Bonn, Neuss und Köln. Im Mai 2022 wurde mit dem e.wave X der Nachfolger des e.Go Life durch den e.GO Mobile Markenbotschafter Neymar Jr. in Berlin präsentiert. Außerdem wurde ein Brand Store am Berliner Kurfürstendamm eröffnet.

### e.GO Life
Ein elektrischer Kleinwagen, für den ab Mai 2017 Vorbestellungen möglich waren. Zum Ende November 2019 betrug die Anzahl verbindlicher Kundenbestellungen 400 Fahrzeuge sowie 3100 unverbindliche Vorbestellungen. Die Serienproduktion des am stärksten motorisierten Modells Life 60 lief in der Konfiguration First Edition im April 2019 an, die ersten Fahrzeuge wurden am 8. Mai 2019 ausgeliefert. Zu diesem Zeitpunkt war geplant, 4300 E-Autos bis zum Ende des Jahres 2019 auszuliefern. Nach Angaben des Unternehmens wurden bis Weihnachten 2019 insgesamt 500 Kundenfahrzeuge gefertigt. Allerdings wurden im Jahr 2019 in Deutschland lediglich 171 Fahrzeuge des Typs e.GO Life First Edition zugelassen. Der Listenpreis für das Modell First Edition betrug 24.650 Euro, das Modell Life 60 wurde mit einem Basispreis von 21.900 Euro angeboten. Im September 2022 wurde die Produktion eingestellt. Bis zum März 2024 wurden insgesamt ca. 1350 Fahrzeuge verkauft.

### e.GO Mover
Der vollautomatisierte Elektro-Minibus für bis zu 15 Personen, der ab Oktober 2017 vorbestellt werden konnte, sollte ab April 2020 in Serienproduktion gehen und die ersten 250 Fahrzeuge in einer neu eingerichteten Montagehalle in Aachen Rothe Erde montiert werden. Eigens für die Entwicklung und Produktion des Movers wurde gemeinsam mit dem Technologiekonzern ZF Friedrichshafen das Joint Venture e.GO Moove GmbH gegründet. Bedingt durch einen Produktionsstopp infolge der COVID-19-Pandemie in Deutschland und das ungeklärte Schutzschirmverfahren beim Amtsgericht Aachen konnten die geplanten Produktionszahlen nicht eingehalten werden. Die Anteile der ZF an der e.GO Moove übernahm zum Jahresende 2020 die Miltenyi Biotec aus Bergisch Gladbach. Kurz darauf erwarb die niederländische ND Group die Anteile der e.GO Mobile; die e.GO Mobile ist seitdem nicht mehr am Mover beteiligt. Ende 2021 erfolgte die Umbenennung des Unternehmens in Moove GmbH und Ende 2022 in Cubonic GmbH. Zu diesem Zeitpunkt wurde angegeben, dass man sich am „Beginn der Serienentwicklung und Industrialisierung“ befinde. 2023 erfolgte die Verlegung des Hauptsitzes von Aachen nach Pulheim-Brauweiler in der Nähe von Köln.

### e.wave X
Die Präsentation der Studie E.Go Life Concept Cross fiel coronabedingt aus. Im Mai 2022 wurde das deutlich überarbeitete Elektroauto e.wave X vorgestellt. Das Auto soll eine innerstädtische Reichweite von bis zu 250 km und eine Spitzenleistung von 86 kW haben.
Am 17. Oktober 2022 begann der Verkaufsstart für den e.wave X.

### e.Xpress
Auf dem Pariser Autosalon im Oktober 2022 wurde ein elektrischer Stadtlieferwagen der e.Xpress vorgestellt, welcher als Transportfahrzeug für die letzte Meile, beispielsweise für städtische Lieferdienste, entwickelt wurde.

## Fertigung
Das erste Produktionswerk von e.GO Mobile wurde im Juli 2018 in Aachen Rothe Erde eröffnet. Auf 16.000 m² sollten 10.000 e.GO Life jährlich produziert werden. Rund 17 Stunden sollte die Montage eines Fahrzeugs dauern, das an 28 einzelnen Stationen zusammengebaut wird.
Laut bulgarischer Medien investiert das Unternehmen zudem 140 Mio. Euro in ein neues Werk in Lovech, Bulgarien.
Für die Montage des e.GO Mover wurde in Aachen eine weitere Montagehalle errichtet. Diese gehört jedoch seit 2021 mit der Abstoßung der eGO Moove GmbH nicht mehr zum Konzern.
Es ist die Errichtung eines Produktionsstandortes in Tetovo, Nordmazedonien geplant. Am 12. August 2022 wurde der erste Spatenstich durch Lazim Destani (Gründer von Ecolog) vorgenommen. Das Investitionsvolumen ist mit 130 Mio. € und die Kapazität mit 30.000 Fahrzeugen pro Jahr geplant.